# Club Atlético Lanús 1931
Questa voce raccoglie le informazioni riguardanti il Club Atlético Lanús nelle competizioni ufficiali della stagione 1931.

## Maglie e sponsor
| Manica sinistra · Manica sinistra · Maglietta · Maglietta · Manica destra · Manica destra · Pantaloncini · Calzettoni |

## Rosa
| N. |                      | Ruolo | Calciatore          |
| -- | -------------------- | ----- | ------------------- |
|    | Argentina (bandiera) | P     | Edmundo Bazet       |
|    | Argentina (bandiera) | P     | Ángel Capuano       |
|    | Argentina (bandiera) | P     | Juan Fasce          |
|    | Argentina (bandiera) | P     | Alejandro Lago      |
|    | Argentina (bandiera) | P     | Luis Massanet       |
|    | Argentina (bandiera) | P     | José Salvia         |
|    | Argentina (bandiera) | P     | Antonio Sein        |
|    | Argentina (bandiera) | D     | Enrique Chimento    |
|    | Argentina (bandiera) | D     | Alberto Cóppola     |
|    | Argentina (bandiera) | D     | Edmundo Piaggio     |
|    | Argentina (bandiera) | D     | Roberto Ruschione   |
|    | Argentina (bandiera) | D     | Normando Tarrío     |
|    | Argentina (bandiera) | D     | Luis Villa          |
|    | Argentina (bandiera) | C     | Vicente Autorde     |
|    | Argentina (bandiera) | C     | Andrés Durán        |
|    | Argentina (bandiera) | C     | Rodolfo Lagomarsino |
|    | Argentina (bandiera) | C     | Manuel López        |
|    | Argentina (bandiera) | C     | Federico Manfrín    |
|    | Argentina (bandiera) | C     | Aníbal Parmigliano  |
|    | Argentina (bandiera) | C     | Rosendo Rivas       |

| N. |                      | Ruolo | Calciatore            |
| -- | -------------------- | ----- | --------------------- |
|    | Argentina (bandiera) | C     | Bautista Truffa       |
|    | Argentina (bandiera) | C     | Carlos Urtueta        |
|    | Argentina (bandiera) | C     | José Volante          |
|    | Argentina (bandiera) | A     | Elías Agrelo          |
|    | Argentina (bandiera) | A     | Alfredo Berte         |
|    | Argentina (bandiera) | A     | Carlos Bertetti       |
|    | Argentina (bandiera) | A     | Jorge Bottín          |
|    | Argentina (bandiera) | A     | Ángel Bussi           |
|    | Argentina (bandiera) | A     | José Bussi            |
|    | Argentina (bandiera) | A     | Justo Cabrera         |
|    | Argentina (bandiera) | A     | Luis Federico         |
|    | Argentina (bandiera) | A     | Oscar Galán           |
|    | Argentina (bandiera) | A     | Antonio García        |
|    | Argentina (bandiera) | A     | Pedro Larroca         |
|    | Argentina (bandiera) | A     | Ángel Montero         |
|    | Argentina (bandiera) | A     | Ernesto Morsica       |
|    | Argentina (bandiera) | A     | Benigno Ramos         |
|    | Argentina (bandiera) | A     | Crispín Rios          |
|    | Argentina (bandiera) | A     | Francisco Sanguinetti |
|    | Argentina (bandiera) | A     | Aguedo Ursino         |

## Statistiche

### Statistiche di squadra
| Competizione | Punti | Totale | Totale | Totale | Totale | Totale | Totale |
| Competizione | Punti | G      | V      | N      | P      | Gf     | Gs     |
| ------------ | ----- | ------ | ------ | ------ | ------ | ------ | ------ |
| Campionato   | 22    | 34     | 10     | 2      | 22     | 43     | 84     |
| Totale       | 22    | 34     | 10     | 2      | 22     | 43     | 84     |